# Chama echinata
Chama echinata är en musselart som beskrevs av William John Broderip 1835. Chama echinata ingår i släktet Chama och familjen Chamidae. Inga underarter finns listade i Catalogue of Life.